# Эрифрейская сивилла
Эрифрейская или Эритрейская сивилла (эрифрейская пророчица) — легендарная личность или жреческая должность, аналогичная дельфийской пифии; жрица храма Аполлона в городе Эрифры в области Иония (ныне — Турция).
Оракулу в Эрифрах приписывали большую древность: предполагалось, что он существовал и до Троянской войны и до написания «Илиады» Гомером, так как пророчества, приписываемые эрифрейской сивилле, касались, якобы, и Троянской войны, и Гомера.
Эрифрейскую сивиллу упоминал в своих трудах её соотечественник, Аполлодор Эрифрейский (англ.), а вслед за ним — и другие древние писатели. Согласно Аполлодору, культ, связанный с сивиллой, имел восточное (халдейское) происхождение. Халдеи у древних греков ассоциировались с магией, а эрифрейскую сивиллу именовали дочерью Бероса — вавилонского жреца, получившего широкую известность в греческом мире (который жил, по меньшей мере, на четыреста лет позже, чем Гомер).
Особенностью Эрифрейской сивиллы была приписываемая ей манера излагать пророчества акростихами, в которых первые буквы в каждой строке складывались в слово или текст, который имел самостоятельный смысл.
В эпоху христианизации Римской империи, Эрифрейской сивилле, наряду с прочими сивиллами, были приписаны пророчества о пришествии Христа. Эти пророчества, в действительности, были написаны уже в эпоху христианизации, заменив более ранние Сивиллины книги, которые приписывались преимущественно Кумской сивилле и были известны в Древнем Риме со времён Республики.
Легенда о Сивиллах, как о пророчицах, предрекавших рождение Христа, были популярны в католических странах в эпоху Ренессанса и позднее, что привело к тому, что изображения Сивилл стали частым мотивом в изобразительном искусстве и скульптуре.

### Эрифрейская сивилла в представлении художников и скульпторов

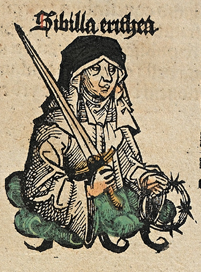
Иллюстрация из Нюрнбергской хроники, 1493 год.
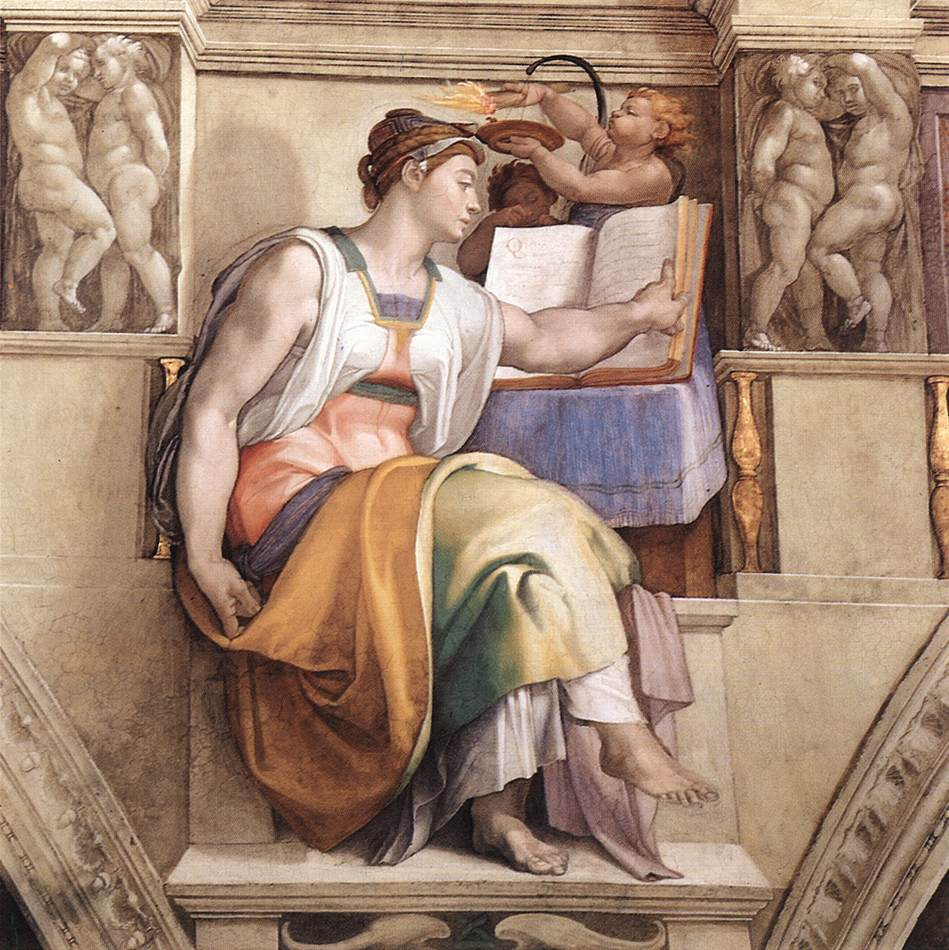
Микеланджело.Фрагмент росписи Сикстинской капеллы. XVI век, Ватикан.
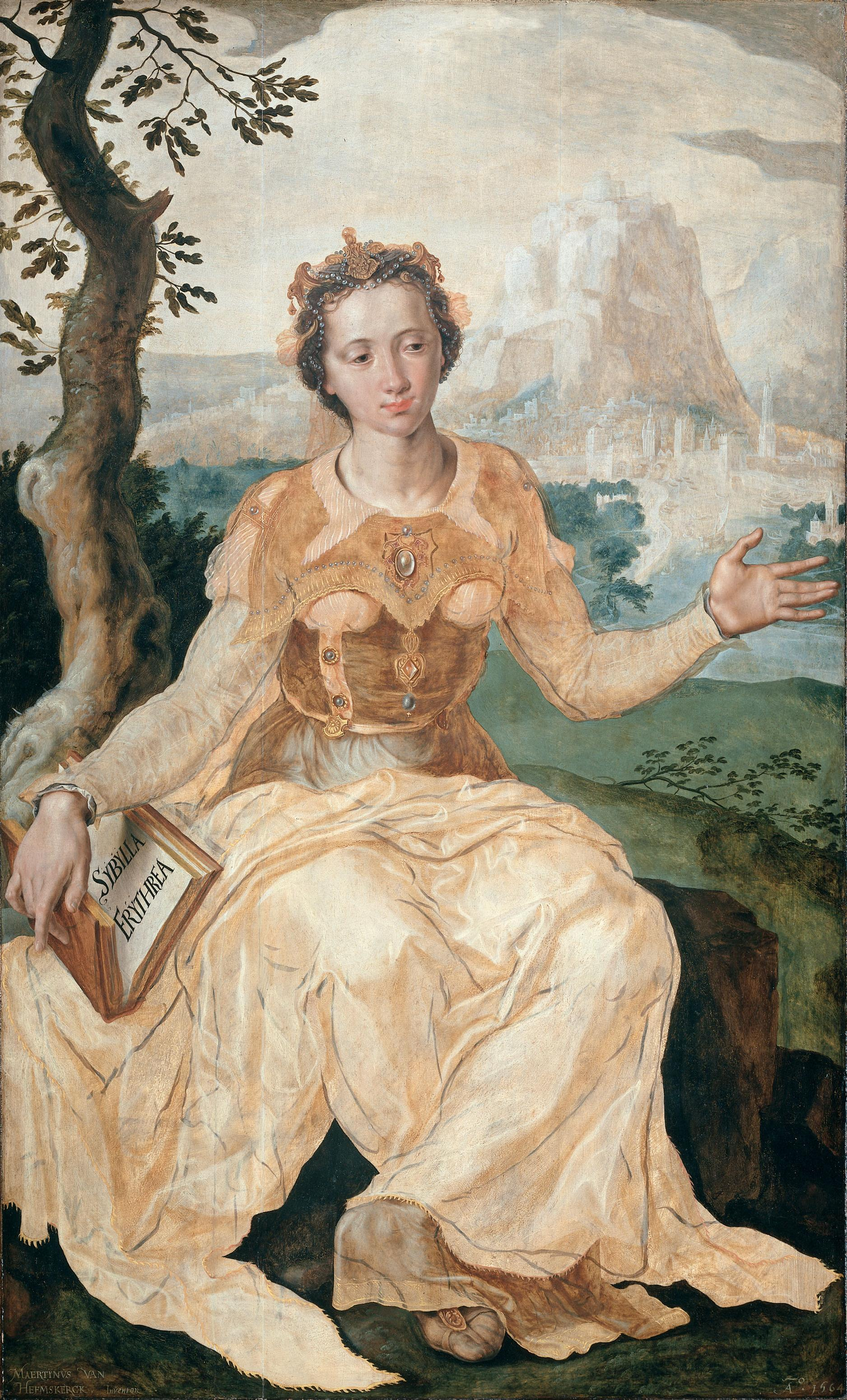
Картина Мартена ван Хемскерка, 1564.
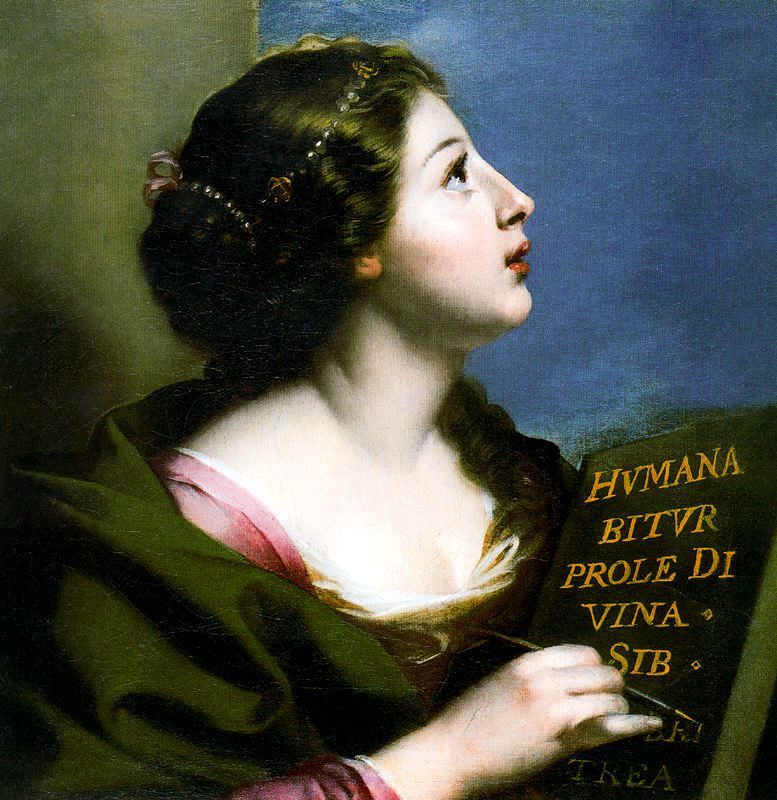
Картина Лоренцо Пазинелли, середина — вторая половина XVII века, Палаццо Барберини, Рим.
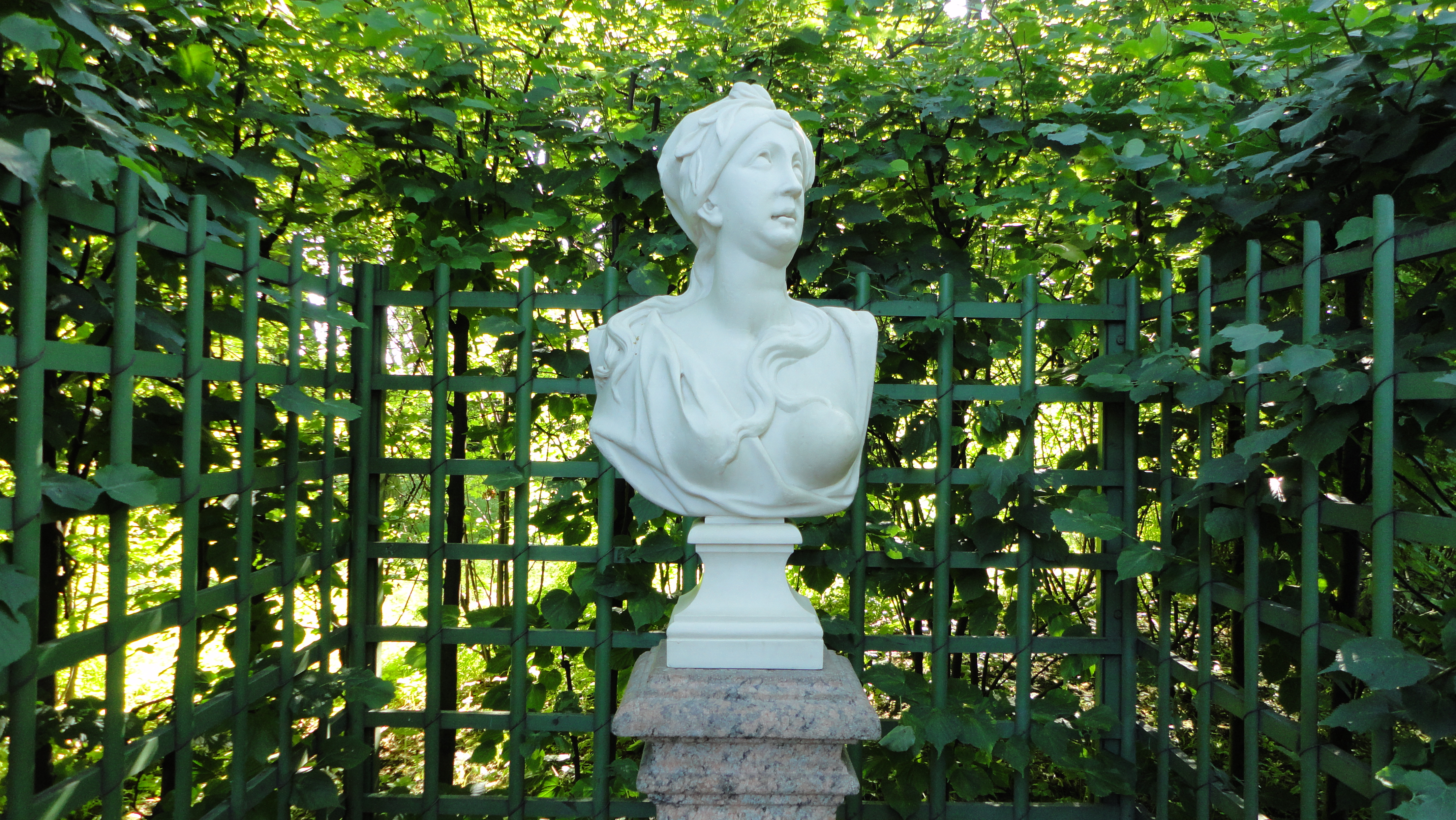
Бюст работы Б. Модоло. Ок. 1716—1717.  Летний сад, Санкт-Петербург.
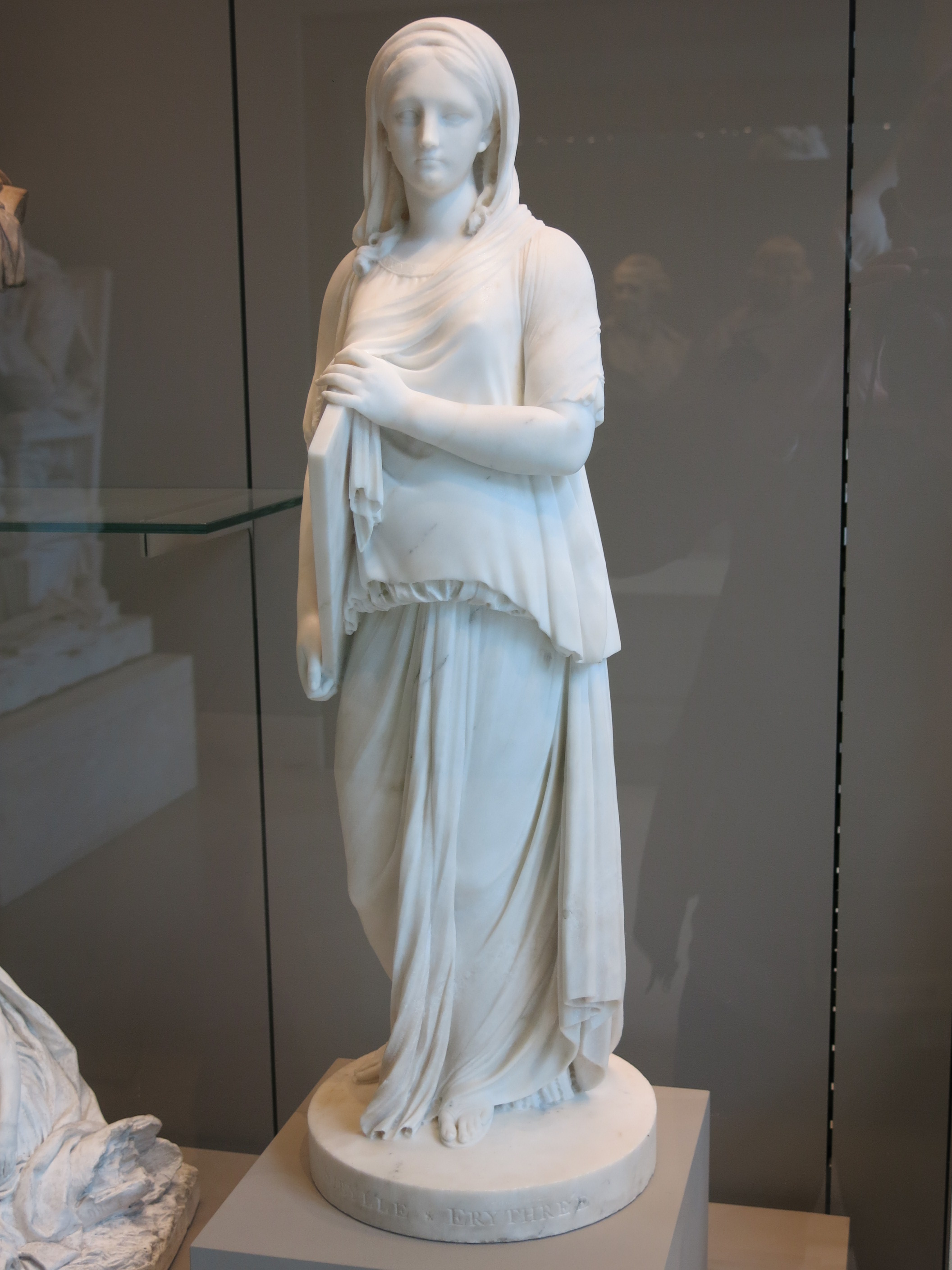
Скульптура Жана-Жака Каффиери. 1759, Лувр.